# Saint-Nérée-de-Bellechasse
Saint-Nérée-de-Bellechasse es un municipio canadiense situado en la provincia de Quebec.

## Superficie
Saint-Nérée-de-Bellechasse tiene una superficie de 75,76 km².

## Demografía
En 2021, tenía 744 habitantes, una densidad poblacional de 9,8 hab./km², y 451 viviendas.